# Сіра акула білощока
Сіра акула білощока (Carcharhinus dussumieri) — акула з роду Сіра акула родини сірі акули. Інші назви «коромандельська сіра акула», «широкорота чорнокінцева акула», «акула-Балда».

## Опис
Загальна довжина досягає 1-1,2 м. Голова помірно довга. Морда довга, закруглена. Очі відносно великі, овальні, горизонтальної форми, з мигательною перетинкою. У ніздрів присутні носові шкіряні складки. Губні борозни в кутах верхньої губи короткі, майже не помітні. Рот помірно великий. На обох щелепах присутні 26-30 робочих зубів. Зуби на обох щелепах вузькі, трохи зігнуті до кутів рота. Зуби на верхній щелепі мають зазубрини, нижні — з широким корінням. У неї 5 пар зябрових щілин середнього розміру. Тулуб веретеноподібний. Грудні плавці середнього розміру та трикутної форми. Має 2 спинні плавці. Передній значно перевершує задній. Він має трикутну форму. Задній спинний плавець розташовано позаду анального плавця, широкий. Хвостовий плавець гетероцеркальний, верхня лопать більш витягнута. На верхній лопаті є виїмка-«вимпел».
Забарвлення спини сіре або темно-сіре з коричнюватим відливом. Черево має білий колір. З боків іноді присутня бліда світла поздовжнє смуга. Особливістю цієї акули є наявність темної, майже чорної, плями на кінчику заднього спинного плавця.

## Спосіб життя
Тримається на глибині до 170 м, на шельфовій зоні материків та островів. У відкритому океані не зустрічається. Живиться дрібними костистими рибами, головоногими молюсками, креветками, лангустами та іншими ракоподібними.
Статева зрілість у самців настає при розмірах 65-70 см, самиць — 70-75 см. Це живородна акула. Самиця народжує 2-4 акуленят завдовжки 38 см.
М'ясо їстівне, проте промислового вилову не ведеться. Загрози для людини не становить.

## Розповсюдження
Мешкає в Індійському (від Перської затоки до М'янми та Малаккського півострова) та Тихому океанах (біля північної Австралії, островів Ява, Калімантан, уздовж узбережжя Індокитаю, Китаю, Тайваню, південної Японії). Географічно кордони ареалу цієї акули розташовані між 34° півн. ш. та 25 півд. ш.